# Lustracja osób pełniących funkcje publiczne
Uwaga! Ten artykuł opisuje nieaktualny stan prawny. Jeśli możesz, popraw treść na podstawie najświeższych informacji.
Dokładniejsze informacje o tym, co należy poprawić, być może znajdują się w dyskusji tego artykułu.
 Po wyeliminowaniu niedoskonałości należy usunąć szablon {{Dopracować}} z tego artykułu.
Lustracja osób pełniących funkcje publiczne – proces ujawniania faktu pracy lub służby w organach bezpieczeństwa państwa lub współpracy z nimi w latach 1944–1990 osób pełniących funkcje publiczne lub kandydujących do pełnienia tych funkcji.

## Lustracja w 1992
Pierwszą próbą wpisania lustracji w porządek prawny niepodległego państwa był projekt ustawy o Restytucji Niepodległości wniesiony przez klub parlamentarny Konfederacji Polski Niepodległej w Sejmie I Kadencji 10 grudnia 1991 roku (druk nr 15). Art. 5 ust. 6 tego projektu przewidywał, że osoby należące do organów bezpieczeństwa i porządku publicznego, albo faktycznie wypełniające te funkcje, także w ramach formacji wojskowych, współdziałające z tymi organami lub nadzorujące je podlegają specjalnemu postępowaniu sprawdzającemu. W wypadku uzasadnionego podejrzenia przestępstwa, sprawa będzie przekazana do sądu. Szczegóły określi osobna ustawa. Na 7. posiedzeniu 31 stycznia 1992 projekt został odrzucony przez Sejm już w pierwszym czytaniu.
Podstawą do przeprowadzenia lustracji była uchwała zgłoszona przez Janusza Korwin-Mikkego 28 maja 1992. Uchwała miała na celu „zobowiązania ministra spraw wewnętrznych do przedstawienia pełnej informacji na temat osób pełniących niektóre funkcje publiczne będących współpracownikami Służby Bezpieczeństwa w latach 1945–1990”. Uchwała miała na celu ujawnienie tożsamości osób współpracujących ze Służbą Bezpieczeństwa za co nie były przewidziane żadne kary. Kilka dni potem nastąpiły wydarzenia, określane jako Noc teczek, a 19 czerwca Trybunał Konstytucyjny orzekł, że uchwała była niezgodna z Konstytucją.
Zobacz:
- uchwała lustracyjna
- Lista Macierewicza

## Lustracja w latach 1997-2007

### Ustawa lustracyjna
Do Marszałka Sejmu wpłynęło pięć projektów ustaw dotyczących lustracji, z czego pierwszy w 1994:
- Poselski projekt ustawy o warunkach wstępnych zajmowania niektórych stanowisk państwowych w Rzeczypospolitej Polskiej (druk nr 499 z dn. 1994-06-23)
- Poselski projekt ustawy lustracyjnej (druk nr 1494 z dn. 1996-01-19)
- Przedstawiony przez Prezydenta Rzeczypospolitej Polskiej projekt ustawy o Komisji Zaufania Publicznego (druk nr 1513 z dn. 1996-02-01)
- Poselski projekt ustawy o wyodrębnieniu, przechowywaniu oraz udostępnianiu informacji o pracownikach i tajnych współpracownikach organów bezpieczeństwa państwa w latach 1944–1989 (druk nr 1534 z dn. 1996-01-31)
- Poselski projekt ustawy o ujawnieniu pracy w organach bezpieczeństwa państwa lub współpracy z nimi w latach 1944–1990 osób pełniących funkcje publiczne (druk nr 1582 z dn. 1996-03-01)

Ostatecznie teksty projektów były rozpatrywane wspólnie. Uchwałą z 23 sierpnia 1996 powołano Komisję Nadzwyczajną do rozpatrzenia projektów ustaw lustracyjnych (posiedzenie nr 86 II Kadencji Sejmu, głosowanie nr 15: 399 głosów za, 6 posłów wstrzymało się, bez głosów sprzeciwu; druk nr 1799/GP). Przewodniczącym został Bogdan Pęk.
Sejm uchwalił ustawę 11 kwietnia 1997 (posiedzenie nr 104), przy 214 głosach za i 162 przeciw. 16 posłów wstrzymało się (głosowanie nr 127). Senat nie wniósł poprawek. Ustawa została opublikowana w Dz.U. 1997 Nr 70, poz. 443.

### Postępowanie lustracyjne

#### Osoby podlegające postępowaniu lustracyjnemu
Osobami pełniącymi funkcje publiczne w rozumieniu ustawy były:
- Prezydent Rzeczypospolitej Polskiej
- poseł
- senator
- poseł do Parlamentu Europejskiego (eurodeputowany)
- osoba powołana, wybrana lub mianowana na określone w innych niż ustawa lustracyjna kierownicze stanowisko państwowe, przez Prezydenta Rzeczypospolitej Polskiej, Sejm, Prezydium Sejmu, Senat, Sejm i Senat, Marszałka Sejmu, Marszałka Senatu lub Prezesa Rady Ministrów
- Szef Służby Cywilnej
- dyrektor generalny w ministerstwie, urzędzie centralnym lub urzędzie wojewódzkim
- sędzia, prokurator i adwokat
- rektor, prorektor, kierownik podstawowej jednostki organizacyjnej w publicznej i niepublicznej szkole wyższej, członek Rady Głównej Szkolnictwa Wyższego, Państwowej Komisji Akredytacyjnej lub Centralnej Komisji do Spraw Stopni i Tytułów
- członkowie rad nadzorczych, zarządów, dyrektorzy programów oraz dyrektorzy ośrodków regionalnych i agencji Telewizji Polskiej i Polskiego Radia
- dyrektor generalny Polskiej Agencji Prasowej, dyrektorzy biur, redaktorzy naczelni oraz kierownicy oddziałów regionalnych PAP
- prezes Polskiej Agencji Informacyjnej, wiceprezesi, członkowie zarządu oraz dyrektorzy – redaktorzy naczelni PAI

Oświadczenie dotyczące pracy lub służby w organach bezpieczeństwa państwa lub współpracy z tymi organami w okresie od 22 lipca 1944 do 10 maja 1990, tzw. oświadczenie lustracyjne, było składane w chwili wyrażenia zgody na kandydowanie lub zgody na objęcie funkcji publicznej. Oświadczeń nie składały osoby, które urodziły się po 1 sierpnia 1972. Oświadczenie mogła jednak również złożyć do sądu lustracyjnego osoba, która przed dniem wejścia w życie ustawy pełniła funkcję publiczną, a która została publicznie pomówiona o fakt pracy lub służby w organach bezpieczeństwa państwa lub współpracy z nimi w okresie od 22 lipca 1944 do 10 maja 1990.

#### Sąd lustracyjny
Sądem właściwym do orzekania o zgodności z prawdą oświadczeń dotyczących pracy lub służby w organach bezpieczeństwa państwa lub współpracy z tymi organami był Sąd Apelacyjny w Warszawie. Zarządzeniem ministra sprawiedliwości powołano V wydział Sądu Apelacyjnego w Warszawie, potocznie zwany sądem lustracyjnym, do orzekania w tych sprawach.
Pełna nazwa wydziału to: Wydział do orzekania o zgodności z prawdą oświadczeń dotyczących pracy lub służby w organach bezpieczeństwa państwa, wymienionych w ustawie z dnia 11 kwietnia 1997 r. o ujawnieniu pracy lub służby w organach bezpieczeństwa państwa lub współpracy z nimi w latach 1944–1990 osób pełniących funkcje publiczne, lub współpracy z tymi organami.
Sprawę w pierwszej instancji rozpoznawało trzech sędziów z udziałem protokolanta. Prezes Sądu Apelacyjnego w Warszawie mógł zarządzić rozpoznanie sprawy przez trzech sędziów sądu okręgowego delegowanych do Sądu Apelacyjnego.
Sąd rozpoznawał odwołanie w składzie trzech sędziów, z wyłączeniem tych, którzy uczestniczyli w wydaniu orzeczenia w pierwszej instancji. Co najmniej dwóch sędziów było sędziami sądu apelacyjnego, w tym przewodniczący.
Od orzeczenia wydanego w drugiej instancji służyła kasacja do Sądu Najwyższego.
W Monitorze Polskim publikowane były obwieszczenia dotyczące treści oświadczeń lustracyjnych oraz obwieszczenia o podaniu do publicznej wiadomości prawomocnego orzeczenia stwierdzającego zgodność albo niegodność z prawdą oświadczenia. Obwieszczenia o treści orzeczenia sądu lustracyjnego aby zostać opublikowane musiały dotyczyć orzeczenia nie tylko prawomocnego, ale także: nie wniesiono od niego kasacji w terminie przewidzianym dla stron, pozostawiono ją bez rozpoznania albo oddalono.

## Lustracja według ustawy z dnia 18 października 2006
Obecnie lustracja prowadzona będzie w oparciu o ustawę z dnia 18 października 2006 r. o ujawnianiu informacji o dokumentach organów bezpieczeństwa państwa z lat 1944–1990 oraz treści tych dokumentów.

### Pierwotne założenia ustawy
W preambule zawarte jest stwierdzenie, że praca albo służba w organach bezpieczeństwa państwa komunistycznego, lub pomoc udzielana tym organom przez osobowe źródło informacji, polegające na zwalczaniu opozycji demokratycznej, związków zawodowych, stowarzyszeń, kościołów i związków wyznaniowych, łamaniu prawa do wolności słowa i zgromadzeń, gwałceniu prawa do życia, wolności, własności i bezpieczeństwa obywateli, była trwale związana z łamaniem praw człowieka i obywatela na rzecz komunistycznego ustroju totalitarnego.
Ustawa określa zasady i tryb ujawniania informacji o znajdujących się w archiwum Instytutu Pamięci Narodowej – Komisji Ścigania Zbrodni przeciwko Narodowi Polskiemu dokumentach organów bezpieczeństwa państwa oraz treści tych dokumentów.
Ustawa wprowadza definicje legalne (dotyczą one jednak tylko tej ustawy, chyba że przepis szczególny stanowi inaczej): organów bezpieczeństwa państwa, dokumentów organów bezpieczeństwa państwa oraz osób pełniących funkcje publiczne.
Wprowadza powszechne prawo (każdy ma prawo) ubiegania się o wydanie urzędowego potwierdzenia w przedmiocie istnienia w archiwach IPN dokumentów organów bezpieczeństwa państwa dotyczących własnej osoby oraz obowiązek przedłożenia takiego potwierdzenia przy ubieganiu się o pełnienie funkcji publicznych. Treść tego potwierdzenia ma być uwzględniana przy ocenie kwalifikacji moralnych wymaganych dla zajmowania funkcji publicznych (wymienione w ustawie: nieskazitelność charakteru, nieposzlakowana opinia, nienaganna opinia, dobra opinia obywatelska, bądź przestrzeganie podstawowych zasad moralnych).
Potwierdzenie ma być wydawane w formie zaświadczenia. W zaświadczeniu nie będzie podawało się informacji objętych ochroną z uwagi na treść przepisów o ochronie informacji niejawnych oraz o ochronie innych tajemnic ustawowo chronionych, a także informacji dotyczących danych o stanie zdrowia lub życiu seksualnym. W zaświadczeniu nie będzie się ujawniało danych osobowych osób innych niż osoba, wobec której wyda się to zaświadczenie, o ile osoby te nie były pracownikami lub funkcjonariuszami organu bezpieczeństwa państwa.
Upoważniony statutowo organ partii politycznej, związku zawodowego albo stowarzyszenia również będą mogły wystąpić z podaniem o wydanie takiego urzędowego potwierdzenia, jeżeli osoba której potwierdzenie dotyczy wyraziła pisemną zgodę na złożenie takiego podania. Na tych samych zasadach będzie mógł złożyć podanie również statutowy organ organizacji Polonii zagranicznej (wymagana pozytywna opinia właściwego terytorialnie konsula Rzeczypospolitej Polskiej).
Organem wydającym zaświadczenie będzie dyrektor oddziału IPN. Postępowanie przed organem zaświadczającym powinno być według ustawy zakończone bez zbędnej zwłoki, nie później niż w terminie 12 miesięcy od dnia złożenia podania. Organem odwoławczym będzie Prezes IPN. Na postanowienie wydane przez organ odwoławczy, które będzie kończyć postępowanie w sprawie wydania zaświadczenia, stronie będzie przysługiwać skarga do wojewódzkiego sądu administracyjnego.
Prezes IPN będzie prowadził rejestr zaświadczeń, każde zaświadczenie będzie przechowywane w formie odpisu oraz w formie elektronicznej (cyfrowej) kopii tego odpisu. Każdy będzie miał prawo dostępu do informacji zawartych w informatycznej bazie zaświadczeń rejestru, a powszechny dostęp ma być zapewniony poprzez internet. Z wyjątkiem danych adresowych i numeru PESEL, informacje zawarte w rejestrze nie będą podlegały ochronie danych osobowych.

### Ustawa po nowelizacji przedstawionej przez Prezydenta
Ustawa z 18 października 2006 została nowelizowana 14 lutego 2007 na skutek inicjatywy legislacyjnej Prezydenta RP Lecha Kaczyńskiego i weszła w życie 15 marca 2007.

### Niekonstytucyjność części ustawy lustracyjnej
Wyrokiem z 11 maja 2007 Trybunał Konstytucyjny rozpatrując wniosek grupy posłów SLD uznał, iż niektóre z przepisów ustawy lustracyjnej z 18 października 2006 są niezgodne z Konstytucją i prawem międzynarodowym. Dziennik Ustaw z wyrokiem ukazał się 15 maja 2007.

#### Niektóre przepisy uznane przez Trybunał za niekonstytucyjne
- objęcie lustracją ogółu naukowców, dziennikarzy, członków zarządów i rad nadzorczych spółek giełdowych i banków, rewidentów, doradców podatkowych, dyrektorów szkół niepublicznych, członków władz związków sportowych;
- uznanie za „organy bezpieczeństwa PRL” Głównego Urzędu Kontroli Prasy, Publikacji i Widowisk oraz Urzędu ds. Wyznań;
- automatycznie nakładane kary za niezłożenie oświadczenia lustracyjnego i złożenie oświadczenia fałszywego;
- utworzenie w Instytucie Pamięci Narodowej katalogu tajnych współpracowników i kontaktów operacyjnych organów bezpieczeństwa PRL oraz publikacja tego katalogu;
- oddanie w ręce prezesa IPN decyzji o przyznaniu lub nieprzyznaniu naukowcowi lub dziennikarzowi dostępu do akt, bez określenia kryteriów decyzji.

Trybunał nie zakwestionował przepisów o lustracji kandydatów na wysokie stanowiska w administracji publicznej, wraz z sankcjami w postaci utraty prawa kandydowania w razie niezłożenia oświadczenia lustracyjnego lub złożenia fałszywego. Kandydaci nie mogli składać oświadczeń, bo Trybunał zakwestionował konstytucyjność wzoru i treści tych oświadczeń. Badać je miał Wydział Lustracyjny IPN, którego istnienia TK nie zakwestionował. Ale unieważnił część zapisów określających procedury pracy Wydziału, co zdaniem części fachowców uniemożliwia jego działanie, a tym samym weryfikację oświadczeń.